# Strimamaryllis
Strimamaryllis (Hippeastrum reticulatum) är en art i släktet Amaryllisar från södra Brasilien.
Arten odlas ibland som krukväxt.
Löken är mer eller mindre klotrund med en liten hals. Blad tunna, avsmalnande bot basen till en nästan cylindrisk stjälk, till 30 cm. Blomställning ca 30 cm, med 3-5 blommor som är trattformade, rosa med ett nätverk av mörkare nerver, 10-12,5 cm långa. Blommar under vintern eller tidig vår.
Två varieteter erkänns:
- var. reticulata - blad med en diffus mittstrimma. Blommor blekt karmosinröda med svagt nätmönster.
- var. striatifolia - blad med distinkt vit mittstrimma. Blommor mycket bleka med tydligt nätmönster.

Artepitetet reticulatum (lat.) betyder nätliknande, nätformig. Varietetsnamnet striatifolium (lat.) betyder med räfflade blad.

## Odling
Placeras mycket ljust. Planteras i väldränerad jord tidigt på vårvintern i en relativt trång kruka, lökhalsarna skall sticka upp ovanför jorden. 
Vattna sparsamt tills knopparna visar sig, sedan rattnas regelbundet och de skall helst inte torka ut helt, vintertid torrare. Arten vissnar inte ner som en del andra arter, utan har blad hela året. Rumstemperatur, övervintras helst svalt 10-16°C. Svag gödning regelbundet under tillväxtsäsongen. Förökas genom delning eller frösådd.

## Synonymer
- var. reticulatum
  - Amaryllis reticulata L'Héritier
  - Callicore reticulata (L'Héritier) Link, 1829
  - Coburgia reticulata (L'Héritier) Herbert ex Sims , 1819
  - Coburgia striatifolia ( Herbert ex Sims) Herbert, 1921
  - Eusarcops reticulata (L'Héritier) Rafinesque, 1836
  - Leopoldia reticulata (L'Héritier) Herbert, 1819 nom. inval.

- var. striatifolium (Herbert) Herbert, 1937
  - Amaryllis reticulata var. striatifolia Herbert, 1819
  - Leopoldia striatifolia (Sims) Herbert, 1821-22
  - Hippeastrum striatifolium (Herbert) Herbert